# Kisjécsa

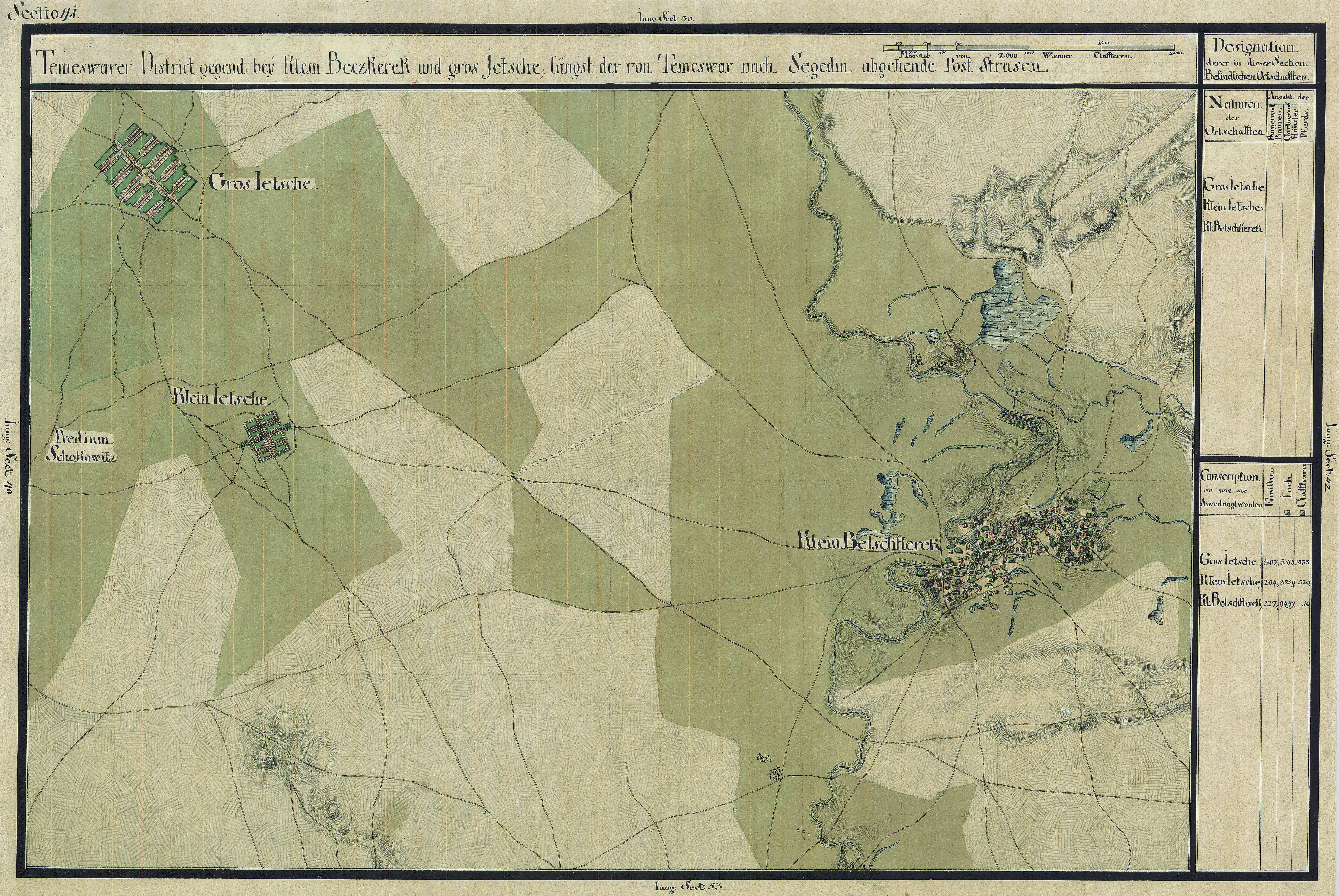
Kisjécsa egy 1700-as évekből való térképen

Kisjécsa, románul: Iecea Mică, település Romániában, a Bánságban, Temes megyében.

## Fekvése
Zsombolyától északkeletre, Gyertyámos, Billéd, Nagyjécsa és Kisbecskerek közt fekvő település.

## Története
Kisjécsa és Nagyjécsa helyén a középkorban Öcse (Ősze) nevű település feküdt. Öcsét az 1400-as években hol Temes, hol Csanád vármegyéhez számították. 1492-ben a Peterdi Pethő család birtoka volt. A török hódoltság alatt azonban Öcse elpusztult, a Mercy gróf térképén a temesvári kerületben a lakatlan helyek között található Jetsaa néven.
1750-től kincstári puszta, melyet a délmagyarországi kincstári bérlők társasága bérelt. A mai települést 1770-ben telepítette Neumann temesvári kormányzósági tanácsos. Ő építtette az első 101 lakóházat is, és ugyanekkor iskolát is állított fel itt. 1801-ben a település a zágrábi püspökség birtoka lett.
Az 1865-ös feljegyzések szerint a faluban pusztító nagy tűzvészben a község fele leégett.

## Nevezetességek
- Római katolikus temploma 1813-ban épült.